# Paulo Simões
Paulo Simões (Rio de Janeiro, 12 de fevereiro de 1953) é um compositor, cantor e instrumentista brasileiro. Sua carreira artística se iniciou em festivais na cidade de Campo Grande, Mato Grosso do Sul.

## Biografia
Carioca de nascimento, Paulo Simões cresceu em Campo Grande, antigo Mato Grosso, hoje Mato Grosso do Sul, onde descobriu a música e muitos futuros parceiros. A começar pelos irmãos Espíndola: trabalhou sucessivamente com Geraldo, Celito, Tetê, Alzira e Jerry. De volta ao Rio, onde se formou em Comunicação Social, conheceu Geraldo Roca, com quem compôs, em 1975, a consagrada canção "Trem do Pantanal". Depois de atuar alguns anos como jornalista, no cenário cultural carioca, voltou a residir em Campo Grande (Mato Grosso do Sul), para dedicar-se exclusivamente à música.

## Carreira
Atuando entre entre Rio de Janeiro, São Paulo, Campo Grande e o Pantanal, Paulo Simões teve composições gravadas por intérpretes como Sérgio Reis, Renato Teixeira, Chitãozinho e Xororó ("Lobo da Estrada"), Sandy & Júnior (da trilha sonora de "TV Colosso"), Diana Pequeno, Tarancon, Maria Bethânia ("Planície de Prata"), Michel Teló ("Vida Bela Vida"), Zezé Di Camargo & Luciano ("A Saudade É Uma Estrada Longa"), entre outros, além do parceiro Almir Sater, o que contribuiu para tornar suas canções conhecidas nacionalmente.
Seu primeiro disco individual data de 1992: Paulo Simões & o Expresso Arrasta-Pé Volume I, incluía suas composições mais conhecidas até então, como "Trem do Pantanal" (com Geraldo Roca), "Comitiva Esperança" e "Sonhos Guaranis" (com Almir Sater) e "O Lobo da Estrada" (com Pedro Aurélio), esta última transformada em sucesso nacional por Sérgio Reis. O disco marcou também o lançamento do selo "Sauá", de Simões e Guilherme Rondon, responsável por incluir Mato Grosso do Sul no mapa fonográfico brasileiro.
Em 1994, iniciou o projeto "Chalana de Prata", grupo que reúne quatro expoentes da música do Mato Grosso do Sul. Além do próprio Simões, dele participam Celito Espíndola, Guilherme Rondon e o sanfoneiro Dino Rocha, sendo seu primeiro CD lançado em 1998, com grande repercussão.
Sua discografia é ampliada, no mesmo ano, com lançamento do Expresso Arrasta-Pé Volume 2, onde se destacam músicas como "Vida Bela Vida" (com Rondon) e "Labaredas" (com Rondon e Celito Espíndola), logo gravadas por diversos artistas regionais.
O álbum Rumo a 2 Mil e Uns trouxe seus trabalhos em parceria com o multi-instrumentista Antonio Porto, responsável pela direção musical deste CD. Nele, prevalece a incorporação de elementos regionais e fronteiriços sul-matogrossenses ao universo da música popular brasileira.

## Discografia
- Paulo Simões e o Expresso Arrasta Pé Volume I (1992)
- Paulo Simões e o Expresso Arrasta Pé Volume II (1997)
- Rumo a Dois Mil e... Uns! (2002)
- Vida Bela Vida (2004)
- Canções, Simplesmente Canções (2013)
- Outras Canções (2018)
- Violas Pantaneiras - João Ormond & Paulo Simões (2019)

## Festivais e coletâneas
- Prata da Casa (UFMS, 1979 a 1983);
- Pantanal Alerta Brasil (1987) – Projeto Memória Fonográfica de Mato Grosso do Sul (show ao vivo, realizado no Museu da Imagem e do Som de São Paulo, nos dias 19 e 20 de dezembro de 1987, com diversos artistas do pantanal matro-grossense: Almir Sater, Alzira Espíndola, Celito Espíndola, Geraldo Espíndola, Guilherme Rondon, João Fígar, Paulo Simões e Toninho Porto);
- Caramujo Som - A Música De Mato Grosso Do Sul (1993);
- GerAções (2011) – "Conversas e promessas" (Márcio de Camillo e Rodrigo Sater) interpretada por Paulo Simões e Melissa Azevedo;
- Pantanais (2012) - João Ormond e Paulo Simões, Natura Musical;
- IV Festival do Vale do Paraíba (2021) ”Tributo a Paulo Simões” - Artista homenageado pelo conjunto da obra.

## Canções em programas e telenovelas brasileiras
- Pantanal (remake 2022) [5]: "Assim os dias passarão", "Chamamé Comanda", "Trem do Pantanal", "Mês de Maio", "Comitiva Esperança", "Peabirú";
- Paraíso (2009)[6]: "Ordem natural das coisas" (tema do personagem "Zeca") gravação de Rodrigo Sater;
- Bicho do Mato (2006) [7]: "Lua Nova", gravação de Almir Sater;
- Rei do Gado (1996): "A saudade é uma estrada longa";
- TV Colosso (1993 a 1997): "Coça-Coça" (tema das pulgas), gravação de Sandy & Junior e "No mato sem cachorro" (tema do personagem contador de histórias "Jaca Paladium"), gravação de Sérgio Reis;
- Pantanal (1990)[8]: "Comitiva Esperança" (tema da "comitiva dos peões de José Leôncio") gravação de Sérgio Reis;
- Paraíso (1982)[9]: "Varandas" (tema da personagem "Rosinha") gravação de Almir Sater.

## Prêmios
- Indicado ao 32º Prêmio da Música Brasileira (2024) pela composição "Nos dias atuais" em parceria com o, também intérprete da canção, Gabriel Sater[10].
- Indicado ao 17º Grammy Latino 2016 na categoria Melhor Canção em Língua Portuguesa com a composição "D de Destino" em parceria com Almir Sater e Renato Teixeira no álbum "AR". [11] [12] [13][14]
- Prêmio Sharp de Melhor Composição Regional por "Paiaguás" em parceria com Guilherme Rondon (1992)

## Menções em publicações
- "(Em) Serra de Maracaju, Sonhos Guaranis" [15] / Flávio Zancheta Faccioni. São Carlos: Pedro & João Editores, 2022. ISBN 978-65-5869-847-0 (impresso)
- "Sonhos Guaranis - A poesia de Paulo Simões" [16]/ Danilo Japa Nuha, organizador. - Campo Grande, MS : Ed. UFMS, 2016. CDD (22) 782.42164098171.
- "A música de Mato Grosso do Sul: histórias de vida" [17]/ Maria da Glória Sá Rosa, Idara Duncan. - Campo Grande, MS : Fundação de Cultura do Mato Grosso do Sul, 2009. CDD (22) 780.98171.
- Songbook "Acervo Musical Prata da Casa"[18] / Roger Abrego. - Campo Grande, MS : [s.n], 2004, ISBN nº 85-904154-1-4, p.27.

## Composições

### anos 1960/1970
- "Lá vem você de novo" (Geraldo Espíndola/Paulo Simões)
- "Pois é, o tempo passou" (Geraldo Espíndola/Paulo Simões)
- "Trem do Pantanal" (Geraldo Roca/Paulo Simões)
- "Aqui, agora crianças" (Geraldo Roca/Paulo Simões)
- "Rio abaixo" (Geraldo Roca/Paulo Simões)
- "Na beira do trilho" (Geraldo Roca/Paulo Simões)
- "Coração teimoso" (Paulo Simões)
- "Velhos amigos" (Paulo Simões)
- "Trem da solidão" (Paulo Simões)
- "Semente" (Almir Sater/Paulo Simões)
- "O lobo da estrada" (Paulo Simões/Pedro Aurélio)

### anos 1980
- "Varandas" (Almir Sater/Paulo Simões)
- "Capim de ribanceira" (Almir Sater/Paulo Simões)
- "Sonhos Guaranis"(Almir Sater/Paulo Simões)
- "Viola e vinho velho" (Almir Sater/Paulo Simões)
- "Na subida do balão" (Almir Sater/Paulo Simões)
- "Razões" (Almir Sater/Paulo Simões)
- "Galopada" (Almir Sater/Paulo Simões)
- "Mais um verão" (Almir Sater/Paulo Simões)
- "Terra boa" (Almir Sater/Paulo Simões)
- "Comitiva esperança" (Almir Sater/Paulo Simões)
- "Água que correu" (Almir Sater/Paulo Simões)
- "Horizontes" (Guilherme Rondon/Iso Fischer/Paulo Simões)
- "Paiaguás" (Guilherme Rondon/Paulo Simões)
- "Estranhas coincidências" (Guilherme Rondon/Paulo Simões)
- "Moda apaixonada" (Almir Sater/Guilherme Rondon/Paulo Simões)
- "Histórias boiadeiras" (Almir Sater/Guilherme Rondon/Paulo Simões)
- "Mil melodias"(Guilherme Rondon/Paulo Simões)
- "Ordem natural das coisas" (Guilherme Rondon/Paulo Simões)
- "Pesca Brasil" (Guilherme Rondon/Paulo Simões)
- "Última boiada" (Guilherme Rondon/Paulo Simões)
- "Interior" (Celito Espíndola/Paulo Simões)
- "No boteco do Seu Roque" (Celito Espíndola/Paulo Simões)
- "Morena que vale a pena" (Celito Espíndola/Paulo Simões)
- "Carnaval caipira"(Celito Espíndola/Paulo Simões)
- "Labaredas" (Celito Espíndola/Guilherme Rondon/Paulo Simões)
- "Chamamé comanda" (Guilherme Rondon/Paulo Simões)
- "Quero quero" (Celito Espíndola/Dino Rocha/Paulo Simões)
- "Invernada" (Almir Sater/Guilherme Rondon/Paulo Simões)

### anos 1990
- "Caminhos me levem" (Almir Sater/ Paulo Simões)
- "Milhões de estrelas" (Almir Sater/Paulo Simões)
- "O vento e o tempo" (Almir Sater/Paulo Simões)
- "Pagode bom de briga" (Almir Sater/Paulo Simões)
- "Mês de maio" (Almir Sater/Paulo Simões)
- "A saudade é uma estrada longa" (Almir Sater/Paulo Simões)
- "Vaso quebrado" (Almir Sater/Paulo Simões)
- "Circuito fechado" (Geraldo Roca/Paulo Simões)
- "Vida bela vida" (Guilherme Rondon/Paulo Simões)
- "Geração"(Guilherme Rondon/Paulo Simões)
- "Peña" (Guilherme Rondon/Paulo Simões)
- "Crime e castigo" (Guilherme Rondon/Paulo Simões)
- "Campos de ilusão" (Guilherme Rondon/Paulo Simões)
- "Idas e vindas" (Guilherme Rondon/Paulo Simões)
- "Cachaça com ciúme" (Guilherme Rondon/Paulo Simões)
- "Boa terra" (Celito Espíndola/Paulo Simões)
- "Espelho deslizante" (Celito Espíndola/Guilherme Rondon/Paulo Simões)

### anos 2000
- "Rumo a dois mil e uns" (Guilherme Rondon/Paulo Simões)
- "Não despreze os astros" (Guilherme Rondon/Paulo Simões)
- "O prazer e a honra" (Celito Espíndola/Paulo Simões)
- "Relógio que atrasa" (Antonio Porto/Paulo Simões)
- "Triste e tão bela" (Antonio Porto/Paulo Simões)
- "Nômade" (Antonio Porto/Paulo Simões)
- "Faminto e sedento" (Antonio Porto/Paulo Simões)
- "Bolha de sabão" (Antonio Porto/Paulo Simões)
- "Sete sinais" (Almir Sater/Paulo Simões)
- "Cubanita" (Almir Sater/Paulo Simões)
- "Planície de prata" (Almir Sater/Paulo Simões)
- "Maneira simples" (Almir Sater/Paulo Simões)
- "Três toques na madeira" (Almir Sater/Paulo Simões)
- "Serra de Maracaju" (Almir Sater/Paulo Simões)
- "Lua nova" (Almir Sater/Paulo Simões)

### anos 2010
- "Princesa Guarani" (João Ormond/Paulo Simões)
- "Saudade" (João Ormond/Paulo Simões)
- "Xote do cangote" (João Ormond/Paulo Simões)
- "Sempre bate uma saudade" (João Ormond/Paulo Simões)
- "Canções, simplesmente canções" (João Ormond/Paulo Simões)
- "2 + 2 é quatro não" (João Ormond/Paulo Simões)
- "Muito longe rio acima" (João Ormond/Paulo Simões)
- "Brincadeiras à parte" (Rodrigo Sater/Paulo Simões)
- "O último chamamé" (Paulo Simões)
- "Chuva medonha" (Celito Espíndola/Paulo Simões)
- "Menina do tempo" (Almir Sater/Paulo Simões)
- "De Maracaju a Ponta Porã" (Almir Sater/Paulo Simões)
- "Sortilégios" (Rodrigo Sater/Paulo Simões)
- "Riacho dos desejos" (Guilherme Rondon/Paulo Simões)
- "Xote da Chalana" (Celito Espíndola/Dino Rocha/Guilherme Rondon/Paulo Simões)
- "Sol vermelho" (Guilherme Rondon/Paulo Simões)
- "Nos dias atuais" (Gabriel Sater/Paulo Simões)
- "D de destino" (Almir Sater/Paulo Simões/Renato Teixeira)
- "Assim os dias passarão" (Almir Sater/Paulo Simões/Renato Teixeira)
- "Mar caipira" (Cláudio Lacerda/Paulo Simões)
- "Pote de ouro" (João Ormond/Paulo Simões)
- "Miosótis" (João Ormond/Paulo Simões)
- "Boa sorte, Senhorita" (João Ormond/Paulo Simões)
- "Mesmas loucuras que eu" (Guilherme Rondon/Paulo Simões)
- "Doidos demais" (Paulo Simões/Rodrigo Sater)
- "Moço da televisão" (Geraldo Espíndola/Paulo Simões)

### anos 2020
- "Do amanhã nada sei" (Almir Sater / Paulo Simões)
- "Angú com caroço" (Almir Sater / Paulo Simões)
- "Portão preto" (Almir Sater / Paulo Simões)
- "Sete chaves" (Almir Sater / Paulo Simões)
- "Canção sem estrelas" (Almir Sater / Paulo Simões)
- "Olhos de cachoeira" (Almir Sater / Paulo Simões)
- "Verdade absoluta" (Almir Sater / Paulo Simões)
- "Peabirú" (Almir Sater / Paulo Simões)